# Sacramento, Kalifornija
Sacramento je glavni grad američke savezne države Kalifornije i sjedište okruga Sacramento. Leži na istoimenoj rijeci, udaljen oko 120 km sjeveroistočno od San Francisca, ujedno i od Tihog oceana. Karakterizira ga mediteranska klima.
Grad je centar metropolitanske regije koja obuhvaća i Elk Grove te Roseville. Prema službenoj procjeni iz 2009. godine s 481.097 stanovnika sedmi je najmnogoljudniji grad savezne države.

## Povijest
Na području današnjeg grada prije doseljavanja europskih kolonijalista živjeli su Indijanci iz porodica Nisenan (pleme Vesnak južno od ušća rijeke American, pritoka sacramenta) i Sierra Miwok. Godine 1799. ili 1808. španjolski istraživač Gabriel Moraga otkrio je dolinu i rijeku i nazvao ih prema "Presvetom sakramentu tijela i krvi Kristove", što se odnosi na Euharistiju.
Jedan od prvih doseljenika bio je Švicarac John Sutter, podrijetlom iz švicarskog Liestala (danas grada prijatelja Sacramenta), koji je stigao u kolovozu 1839., da bi 1840. podigao trgovačku postaju i utvrdu Sutter's Fort (tada "New Helvetia" ili hrvatski: "Nova Švicarska") uz pomoć radne snage iz obližnjih indijanskih rezervata. Godine 1847. zasadio je 2000 voćaka, čime je započela poljoprivredna proizvodnja u dolini Sakramenta. Godine 1848. James W. Marshall otkrio je zlato u dolini, čime je otpočela Kalifornijska zlatna groznica. Tijekom 1840-ih i 1850-ih godina u SAD je, kao posljedica Prvog i Drugog opijumskog rata, pristigao veliki broj Kineza, koji su se najviše naselili u San Franciscu i Sacramentu.
Kalifornijsko je zakonodavstvo, uz podršku guvernera Johna Biglera preselilo u Sacramento 1854. godine. Pod španjolskom vlašću glavni grad Kalifornije bio je Monterey. Godine 1879. ustavnom konvencijom, Sacramento je trajno imenovan glavnim gradom Kalifornije.

## Stanovništvo
Prema procjeni iz 2007. godine grad je imao 502.743 stanovnika, dok je područje utjecaja grada imalo 3.091.120 stanovnika.
Prema rasnoj podjeli u gradu živi najviše bijelaca, kojih ima 53,0%, druga najbrojnija rasa su Azijati, kojih je 19,3%, dok su treći po brojnosti Afroamerikanci sa 16,1% od ukupnoga stanovništva grada.

## Šport
- NBA momčad Sacramento Kings

## Gradovi prijatelji
- Kišinjev, Moldova
- Hamilton, Novi Zeland
- Jinan, Kina
- Liestal, Švicarska
- Matsuyama, Japan
- Yongsan-gu, Južna Koreja
- San Juan de Oriente, Nikaragva[2]

## Vanjske poveznice
- Službene stranice grada (engl.)
- Stranica Turističke zajednice (engl.)

### Ostali projekti
|  | Zajednički poslužitelj ima još gradiva o temi Sacramento, Kalifornija |